# BBC Radio 2 Folk Awards

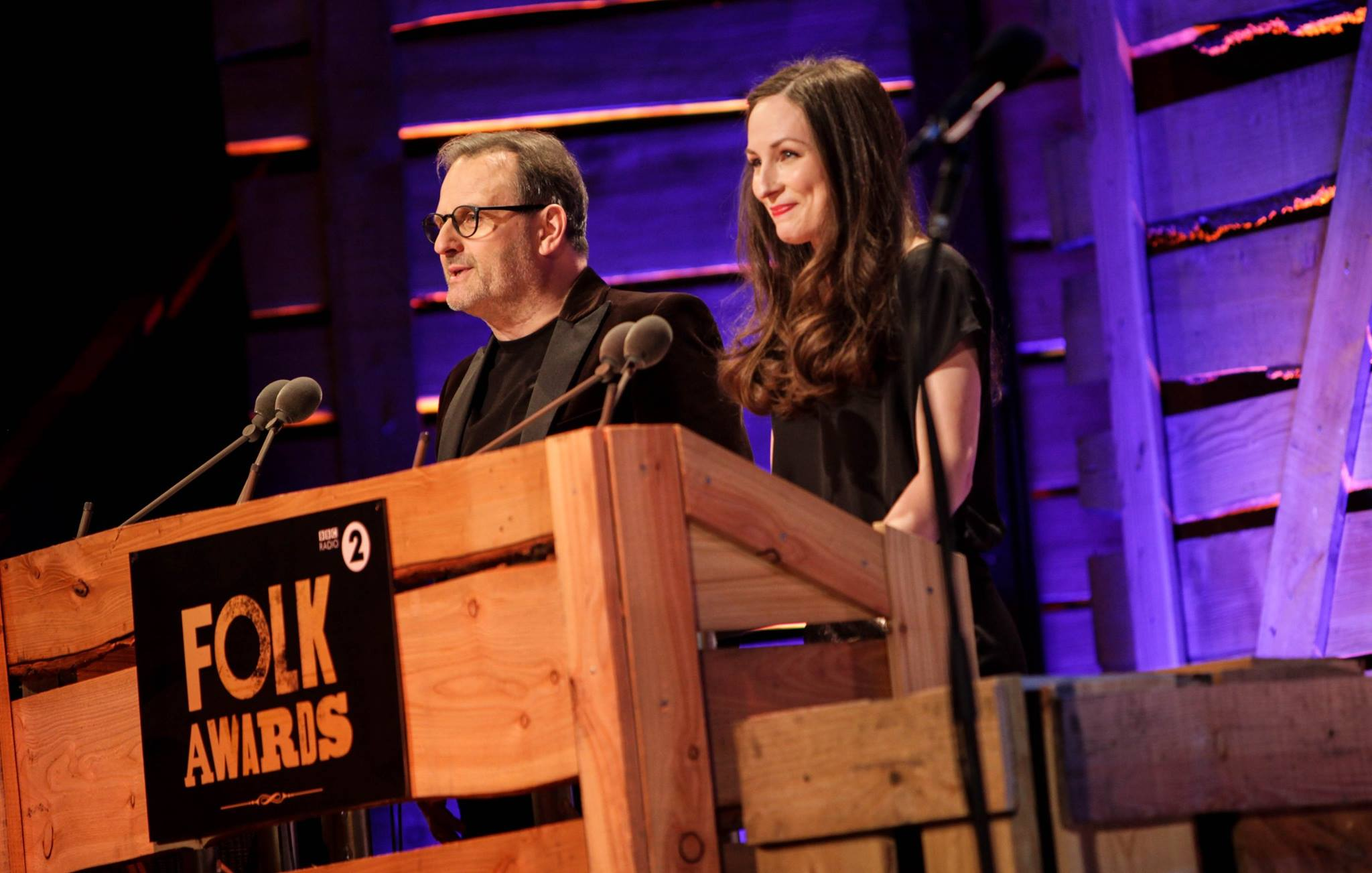
Mark Radcliffe et Julie Fowlis animent la cérémonie des BBC Radio 2 Folk Awards en 2016.

Le BBC Radio 2 Folk Awards est une récompense qui a été créée pour distinguer les réalisations exceptionnelles de l'année précédente dans le domaine de la musique folk (musique populaire traditionnelle). Ces distinctions ont été décernées tous les ans depuis 2000 par la radio britannique BBC Radio 2.
Les lauréats sont choisis par un jury de 120 experts dans le domaine de la musique populaire traditionnelle, incluant des journalistes, des organisateurs de festival, des agents et des promoteurs.
La cérémonie, qui est organisée au début de février, a été présentée depuis ses débuts par Mike Harding (en), et est diffusée par BBC Radio 2. En 2004, la remise des récompenses fut également retransmise, pour la première fois, à la télévision par BBC Four. En 2011, la cérémonie fut entièrement accessible, en direct, sur BBC Red Button (chaîne interactive de la BBC).

## Lauréats

### 2000
- Chanteur folk de l'année : Kate Rusby ;
- Meilleure bande son traditionnelle : Raggle Taggle Gypsy (interprétée par Waterson:Carthy (en) ;
- Meilleur groupe : Waterson:Carthy ;
- Musicien de l'année : Martin Hayes ;
- Meilleure chanson : A Place Called England - Maggie Holland (en) ;
- Prix Horizon : Nancy Kerr (en) et James Fagan (en) ;
- Prix spécial Radio 2 : Joan Baez ;
- Prix spécial Traditions Radio 2 : Youssou N'Dour ;
- Prix Andy Kershaw : Joe Boyd and Lucy Duran (en) ;
- Consécration de la prestation en public : La Bottine Souriante ;
- Meilleure prestation en public : Bellowhead ;
- Prix de la Tradition : Topic Records (en) ;
- Meilleur folk club : Westhoughton.

### 2001
- Chanteur folk de l'année : Norma Waterson (en) ;
- Meilleur groupe : Danú ;
- Musicien de l'année : Michael McGoldrick ;
- Meilleure chanson : Harry Stone (Hearts of Coal) - John Tams (en) ;
- Prix Horizon : Bill Jones (en) ;
- Meilleur album : Unity - John Tams ;
- Consécration de la carrière : Bert Jansch ;
- Prix de la Tradition : Copper Family (en) ;
- Prix Tradition Radio 2 : Taj Mahal ;
- Meilleur folk club : The Davy Lamp ;
- Consécration de la prestation en public : Vin Garbutt (en).

### 2002
- Chanteur folk de l'année : Martin Carthy ;
- Meilleure bande son traditionnelle : Black is the Colour - Cara Dillon (en) ;
- Meilleur groupe : Cherish the Ladies ;
- Musicien de l'année : Martin Simpson (en) ;
- Meilleure chanson : Lullabye - Kate Rusby ;
- Prix Horizon : Cara Dillon ;
- Meilleur album : The Bramble Briar - Martin Simpson ;
- Consécration de la carrière : The Chieftains, Ralph McTell et Fairport Convention ;
- Meilleure prestation en public : Rory McLeod (en).

### 2003
- Chanteur folk de l'année : Eliza Carthy (en) ;
- Meilleur duo : Nancy Kerr (en) et James Fagan (en) ;
- Meilleure bande son traditionnelle : Worcester City (interprétée par Eliza Carthy) ;
- Meilleur groupe : Altan ;
- Musicien de l'année : John McCusker (en) ;
- Meilleure chanson : No Telling - Linda Thompson ;
- Prix Horizon : Spiers and Boden (en) ;
- Meilleur album : Anglicana - Eliza Carthy ;
- Consécration de la carrière : Christy Moore et John Prine ;
- Meilleure prestation en public : Roy Bailey (en) et Tony Benn ;
- Prix de la Tradition : Oysterband (en) ;
- Meilleur folk club : Édimbourg.

### 2004
- Chanteur folk de l'année : June Tabor ;
- Meilleur duo : Spiers and Boden (en) ;
- Meilleure bande son traditionnelle : Hughie Graeme (interprétée par June Tabor) ;
- Meilleur groupe : Danú ;
- Musicien de l'année : Martin Simpson (en) ;
- Meilleure chanson : Co. Down de Tommy Sands (en) (interprétée par Danú) ;
- Prix Horizon : Jim Moray (en) ;
- Meilleur album : Sweet England - Jim Moray ;
- Consécration de la carrière : Dave Swarbrick (en) et Steve Earle ;
- Meilleure prestation en public : Show of Hands (en) ;
- Prix de la Tradition : Celtic Connections ;
- Meilleur folk club : Rockingham Arms, Wentworth.

### 2005
- Chanteur folk de l'année : Martin Carthy ;
- Meilleur duo : Aly Bain (en) et Phil Cunningham ;
- Meilleure bande son traditionnelle : Famous Flower Of Serving Men (interprété par Martin Carthy) ;
- Meilleur groupe : Oysterband (en) ;
- Musicien de l'année : Kathryn Tickell ;
- Meilleure chanson : The Sun's Comin' Over The Hill - Karine Polwart (en) ;
- Prix Horizon : Karine Polwart ;
- Meilleur album : Faultlines - Karine Polwart ;
- Consécration de la carrière : Ramblin' Jack Elliott et Tom Paxton ;
- Meilleure prestation en public : Bellowhead (en) ;
- Prix de la Tradition : Steeleye Span ;
- Meilleur groupe de danse : Whapweasel ;
- Meilleur folk club : Hitchin Folk Club.

### 2006
- Chanteur folk de l'année : John Tams (en) ;
- Meilleur duo : Spiers and Boden (en) ;
- Meilleure bande son traditionnelle : The Bitter Withy (interprété par John Tams) ;
- Meilleur groupe : Flook ;
- Musicien de l'année : Michael McGoldrick ;
- Meilleure chanson : One In A Million - Chris Wood (en) et Hugh Lupton ;
- Prix Horizon : Julie Fowlis ;
- Meilleur album : The Reckoning - John Tams ;
- Consécration de la carrière : Paul Brady et Richard Thompson ;
- Meilleure prestation en public : Kate Rusby ;
- Prix de la Tradition : Ashley Hutchings ;
- Meilleur folk club : Red Lion, Birmingham ;
- Album folk le plus marquant : Liege and Lief - Fairport Convention - Prix du public.

### 2007
- Chanteur folk de l'année : Seth Lakeman ;
- Meilleur duo : Martin Carthy et Dave Swarbrick (en) ;
- Meilleure bande son traditionnelle : Barleycorn (interprétée par Tim van Eyken (en)) ;
- Meilleur groupe : Bellowhead (en) ;
- Musicien de l'année : Chris Thile ;
- Meilleure chanson : Daisy - Karine Polwart (en) ;
- Prix Horizon : Kris Drever (en) ;
- Meilleur album : Freedom Fields - Seth Lakeman ;
- Consécration de la carrière : Pentangle et Danny Thompson ;
- Meilleure prestation en public : Bellowhead ;
- Prix de la Tradition : Nic Jones (en) ;
- Meilleur folk club : The Ram Folk Club (en) ;
- Prix de l'enregistrement favori du public : Who Knows Where the Time Goes? (interprété par Sandy Denny / Fairport Convention) - prix du public.

### 2008
- Chanteur folk de l'année : Julie Fowlis ;
- Meilleur duo : John Tams (en) et Barry Coope ;
- Meilleure bande son traditionnelle : Cold Haily Rainy Night - The Imagined Village ;
- Meilleur groupe : Lau (en) ;
- Musicien de l'année : Andy Cutting (en) ;
- Meilleure chanson : Never Any Good - Martin Simpson (en) ;
- Prix Horizon : The Unthanks (en) ;
- Meilleur album : Prodigal Son - Martin Simpson ;
- Consécration de la carrière : John Martyn ;
- Meilleure prestation en public : Bellowhead ;
- Prix de la Tradition : Shirley Collins ;
- Meilleur folk club : Dartford Folk Club.

### 2009
- Chanteur folk de l'année : Chris Wood (en) ;
- Meilleur duo : Chris While (en) et Julie Matthews (en) ;
- Meilleure bande son traditionnelle : The Lark in the Morning - Jackie Oates (en) ;
- Meilleur groupe : Lau (en) ;
- Meilleur espoir : Megan and Joe Henwood (en) ;
- Musicien de l'année : Tom McConville ;
- Meilleure chanson : All You Pretty Girls - Andy Partridge (interprétée par Jim Moray (en)) ;
- Prix Horizon : Jackie Oates (en) ;
- Meilleur album : Trespasser par Chris Wood ;
- Consécration de la carrière : James Taylor et Judy Collins ;
- Meilleure prestation en public : The Demon Barbers ;
- Meilleur folk club : Black Swan Folk Club, York.

### 2010
- Chanteur folk de l'année : Jon Boden (en) ;
- Meilleur duo : Show of Hands (en) ;
- Meilleure bande son traditionnelle : Sir Patrick Spens - Martin Simpson (en) ;
- Meilleur groupe : Lau (en) ;
- Musicien de l'année : John Kirkpatrick (en) ;
- Meilleure chanson : Arrogance Ignorance and Greed de Steve Knightley (en) (interprétée par Show of Hands) ;
- Prix Horizon : Sam Carter ;
- Meilleur album : Hill of Thieves - Cara Dillon (en) ;
- Consécration de la carrière : Nanci Griffith et Dick Gaughan ;
- Meilleure prestation en public : Bellowhead (en) ;
- Prix de la Tradition : Transatlantic Sessions ;
- Meilleur folk club : The Magpies Nest.

### 2011
- Chanteur folk de l'année : Chris Wood (en) ;
- Meilleur duo : Nancy Kerr (en) et James Fagan (en) ;
- Meilleure bande son traditionnelle : Poor Wayfaring Stranger - Eliza Carthy (en) et Norma Waterson (en) ;
- Meilleur groupe : Bellowhead (en) ;
- Meilleur espoir : Moore, Moss and Rutter ;
- Musicien de l'année : Andy Cutting (en) ;
- Meilleure chanson : Hollow Point - Chris Wood ;
- Prix Horizon : Ewan McLennan ;
- Meilleur album : Gift - Eliza Carthy et Norma Waterson ;
- Consécration de la carrière : Donovan ;
- Meilleure prestation en public : Bellowhead ;
- Prix de la tradition : Fisherman's Friends (en) ;
- Prix Héritage : The Levellers.

### 2012
- Chanteur folk de l’année : June Tabor ;
- Meilleur duo : Tim Edey & Brendan Power ;
- Meilleure bande son traditionnelle : Bonny Bunch of Roses – June Tabor & Oysterband ;
- Meilleur groupe : June Tabor & Oysterband ;
- Meilleur espoir : Ioscaid ;
- Musicien de l’année : Tim Edey ;
- Meilleure chanson : The Herring Girl – Bella Hardy and The Reckoning – Steve Tilston ;
- Prix Horizon: Lucy Ward ;
- Meilleur album : Ragged Kingdom – June Tabor & Oysterband ;
- Consécration de la carrière : The Dubliners and Don McLean ;
- Meilleure prestation en public : The Home Service ;
- Prix de la Tradition : Ian Campbell and Bill Leader ;
- Prix Héritage : Malcolm Taylor.

### 2013
- Chanteur folk de l’année : Nic Jones ;
- Meilleur duo : Kathryn Roberts and Sean Lakeman ;
- Meilleure bande son traditionnelle : Lord Douglas – Jim Moray ;
- Meilleur groupe : Lau ;
- Meilleur espoir : Greg Russell and Ciaran Algar ;
- Musicien de l’année : Kathryn Tickell ;
- Meilleure chanson : Hatchlings – Emily Portman ;
- Prix Horizon: Blair Dunlop ;
- Meilleur album : Broadside – Bellowhead ;
- Consécration de la carrière : Aly Bain and Roy Harper ;
- Consécration de la carrière en tant qu’auteur de chanson: Dougie MacLean ;
- Prix Héritage : Billy Bragg.

### 2014
- Chanteur folk de l’année : Bella Hardy ;
- Meilleur duo : Phillip Henry and Hannah Martin ;
- Meilleure bande son traditionnelle : Willie of Winsbury – Anaïs Mitchell and Jefferson Hamer ;
- Meilleur groupe : The Full English ;
- Meilleur espoir : The Mischa Macpherson Trio ;
- Musicien de l’année : Aidan O'Rourke ;
- Meilleure chanson : Two Ravens – Lisa Knapp ;
- Prix Horizon: Greg Russell and Ciaran Algar ;
- Meilleur album : The Full English – The Full English ;
- Consécration de la carrière : Clannad and Martin Carthy ;
- Prix de la Tradition : Cambridge Folk Festival ;
- Temple de la renommée : Cecil Sharp.